# Golden Globe per la miglior star televisiva femminile
Il Golden Globe per la miglior star televisiva femminile venne assegnato alla miglior star televisiva femminile dalla HFPA (Hollywood Foreign Press Association). È stato assegnato dal 1962 al 1969.

## Vincitori e candidati
L'elenco mostra la vincitrice di ogni anno, seguito dalle attrici che hanno ricevuto una candidatura. Per ogni attrice viene indicata la trasmissione televisiva che le ha valso la candidatura (titolo italiano e titolo originale tra parentesi).

### 1960
- 1962
  - Pauline Fredericks
- 1964
  - Inger Stevens - The Farmer's Daughter (The Farmer's Daughter)
  - Carolyn Jones - Burke (Burke's Law)
  - Gloria Swanson - Burke (Burke's Law)
  - Dorothy Loudon - The Garry Moore Show (The Garry Moore Show)
  - Shirley Booth - Hazel (Hazel)
- 1965
  - Mary Tyler Moore - The Dick Van Dyke Show (The Dick Van Dyke Show)
  - Elizabeth Montgomery - Vita da strega (Bewitched)
  - Yvette Mimieux - Dottor Kildare (Dr. Kildare) per l'episodio Tyger, Tyger
  - Julie Newmar - My Living Doll (My Living Doll)
  - Dorothy Malone - I peccatori di Peyton Place (Peyton Place)
- 1966
  - Anne Francis - Honey West (Honey West)
  - Barbara Stanwyck - La grande vallata (The Big Valley)
  - Patty Duke - The Patty Duke Show (The Patty Duke Show)
  - Mia Farrow - I peccatori di Peyton Place (Peyton Place)
  - Dorothy Malone - I peccatori di Peyton Place (Peyton Place)
- 1967
  - Marlo Thomas - Quella strana ragazza (That Girl)
  - Elizabeth Montgomery - Vita da strega (Bewitched)
  - Barbara Stanwyck - La grande vallata (The Big Valley)
  - Barbara Eden - Strega per amore (I Dream of Jeannie)
  - Phyllis Diller - The Pruitts of Southampton (The Pruitts of Southampton)
- 1968
  - Carol Burnett - The Carol Burnett Show (The Carol Burnett Show)
  - Barbara Stanwyck - La grande vallata (The Big Valley)
  - Lucille Ball - The Lucy Show (The Lucy Show)
  - Barbara Bain - Missione Impossibile (Mission: Impossible)
  - Nancy Sinatra - Movin' with Nancy (Movin' with Nancy)
- 1969
  - Diahann Carroll - Julia (Julia)
  - Elizabeth Montgomery - Vita da strega (Bewitched)
  - Doris Day - The Doris Day Show (The Doris Day Show)
  - Hope Lange - The Ghost & Mrs. Muir (The Ghost & Mrs. Muir)
  - Nancy Sinatra - The Nancy Sinatra Show (The Nancy Sinatra Show)